# 臺灣總督府警察

臺灣總督府警察於1901至1945年間使用的旗章

臺灣總督府警察是臺灣日治時期統治臺灣的臺灣總督府所設置的警察，由於日治時期臺灣的行政區劃頻繁變更，所以連帶的警察制度也經常頻繁地更動。矢內原忠雄曾指出，日本統治下的臺灣為典型的警察政治，警察深入地方基層，協助地方政府處理一般行政事務，也影響了戰後中華民國政府在台灣戒嚴時期實施的治安政策。

## 沿革

### 初創時期（1895—1898年）
1895年5月21日，日本依《臺灣總督府臨時條例》發布臺灣重要警政人事，即於臺灣總督府民政局內務部設置「警保課」。此時臺灣的現代警察制度則源自警保課長千千岩英一於1895年6月，向民政局長水野遵提出《警察創始之意見書》；於同時期，臺北縣、臺灣縣、臺南縣的各縣廳設置有警察部。澎湖島廳設置警察署。之後自日本急徵警察，並分兩階段先後抵臺，主要功能是維持社會秩序，反治武裝抗日行動。1895年8月，改行軍政，地方縣廳廢除改設民政支部，下轄第三課管理警察事物；同年11月，第三課亦開始負責監獄事務。
1896年4月，總督府因全島大致平定而實施民政，地方警察機關才隨地方政府成立而設置，民政支部廢除改設置三縣一廳，各縣廳內設有警察課，各地則設置警察署；同年9月，監獄事務自警察課分離。因此時期仍不時有抗日運動，警察以防範抗日份子為要務，警察機關大致以「集團」配置的形式，在樞要之處設置警察署、分署和派出所。1897年6月，臺灣總督乃木希典推動「三段警備制」，將臺灣各地依治安分別由軍隊、警察、警察及憲兵共治，但因造成軍方負擔過重，且警察職權受到不當制約，其成效並不佳。

### 辨務署及支廳時期（1898—1920年）
1898年2月，兒玉源太郎廢除三段警備制。1898年6月，中央之民政局改組為民政部，設有警保課；各縣之警察課改制為警察部，內設有警務課、保安課、衛生課。原本地方警察課的部分事務改由下轄的警察署、辨務署負責，辨務署下設支署，支署下再設「警察官吏派出所」，各廳則仍配置警察課及警察署。1901年11月，配合全台地方官官制廢縣置廳，中央之民政部設置警察本署，並廢除辨務署，各廳置有警務課。1903年4月，地方廳之警務課開始負責蕃地事務。
在1901年，為強化警察功能，將總督府民政部的警保課改為「警察本署」（首長為警視總長），作為臺灣最高的警察機關，得指揮各廳的警察事務，並將各地辨務署廢除，在各廳設警務課，輔佐廳長管理警察事務。在廳之下，則由警部兼任支廳長，其下屬亦多由警政人員充任。於1901至1902年間，警察機關大規模擴張，而此次擴張關鍵在於移植日本東京警察組織的「散在」模式，在地理空間上密集設立警察官吏派出所，在人口4,000人、面積5方里（77.1 平方公里）處設一派出所，並選擇聚落中心或主要道路、兩條以上重要道路之交會點、人群聚集地設置警察官署、派出所，派出所的建築經費來源以轄區內保甲民捐獻為主。自1904年起，地方有鑑於經費及人力不足，開始讓保甲職員輔助街庄社長事務，逐漸將臺灣傳統的保甲制度納入警察輔助機關。此時期的臺灣警察制度已逐漸成熟，從警察本署、廳警務課、支廳、派出所、保甲組織，共五層支警察空間階層，至終戰前無重大變革。
1909年10月，中央廢除警察本署，改設内務局警察課。地方行政區劃由二十廳縮編為十二廳，並將自將蕃務課從警務課獨立設置。1911年10月，中央再次設置警察本署。1915年7月，地方廳之蕃務課廢止，理蕃事業再度交由警察課管理。1919年7月，警察本署改為警務局。
另外，總督府在1898年6月成立警察官及司獄官練習所（現址為龍山國中），以專門訓練警察人員。

### 州治時期（1920—1945年）
1920年10月，地方行政區劃由十二廳改制為五州二廳，各州、廳內分別設置警務部、警務課。1926年6月，澎湖廳自高雄州分離。隨著郡下的街陸續升格為州轄市（基隆、高雄街於1924年；新竹、嘉義街於1930年；彰化、屏東街於1933年；宜蘭、花蓮港街於1940年），其陸續成立市警察署。

## 組織

### 中央
1920年改制為五州二廳後，臺灣總督府中央警務由「警務局」負責，下轄警務課、理蕃課、保安課、衛生課。警務局長負責指揮、監督廳長、州警務部長及警視以下的警察人員，基層警察事務的直接指揮權則轉由地方的州知事、廳長負責，負責鴉片戒治的臺北更生院亦由警務局管轄。

### 地方
1920年改制為五州二廳後，市設「市尹」以負責一般行政事務，並另設「警察署」以負責警察事務；郡設「警察課」，由郡守兼掌警察權。位於遊廓的婦人病院（位在基隆、台北、臺中、臺南、嘉義、高雄、馬公），亦由地方警察負責。此時期之地方警察組織如下：
- 州：設有警務部（下設警務課、高等警察課、保安課、衛生課、理蕃課），警務部下轄警察署(市)、警察課及分室(郡)；警察署、警察課、分室下轄警察官吏派出所（平地）、警察官吏駐在所（蕃地）。
- 廳：設有警務課，支廳下轄警察官吏派出所（平地）、警察官吏駐在所（蕃地）。

### 相關機構

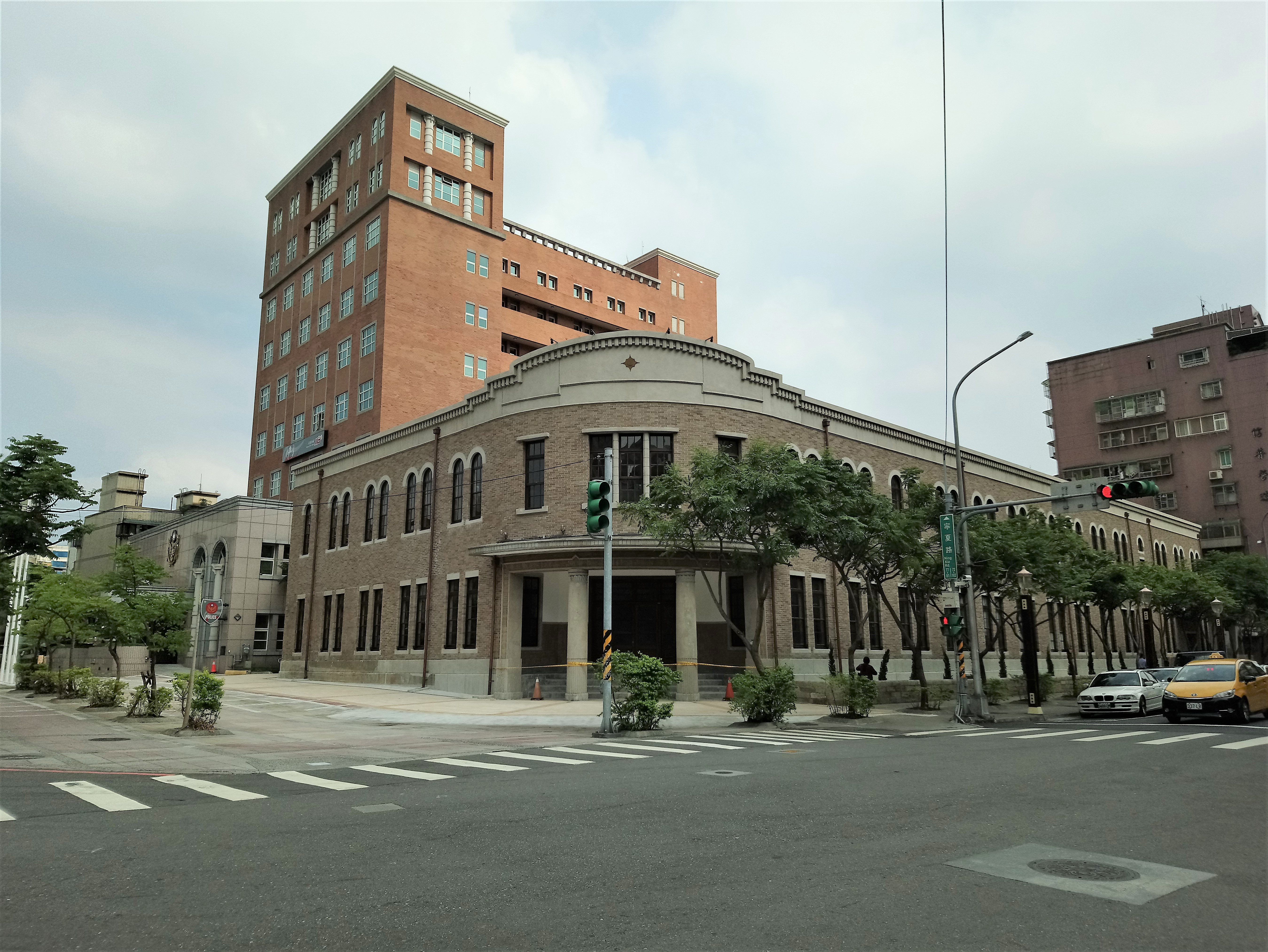
臺灣警察協會：經營警察會館及在多處溫泉地的警察療養所
- 臺灣消防協會
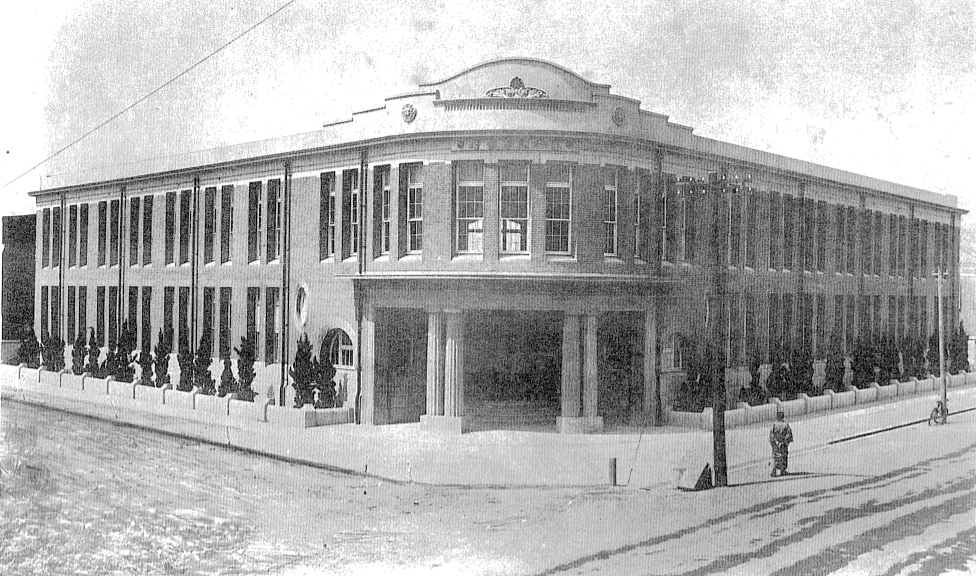
大日本武德會臺灣地方本部、臺北支部、新竹支部、臺中支部、臺南支部、高雄支部、臺東支部、花蓮港支部、澎湖支部
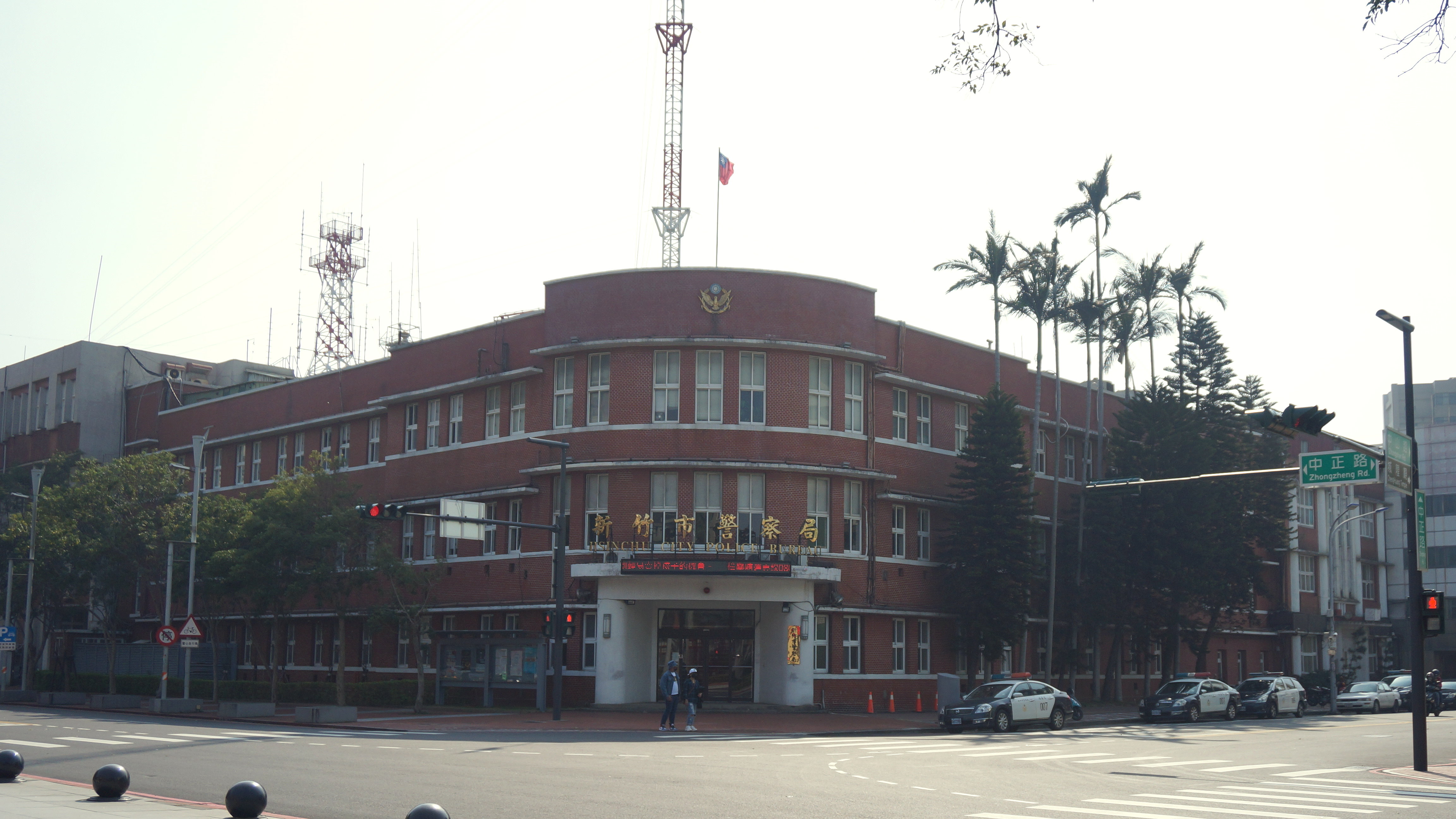
新竹警察署
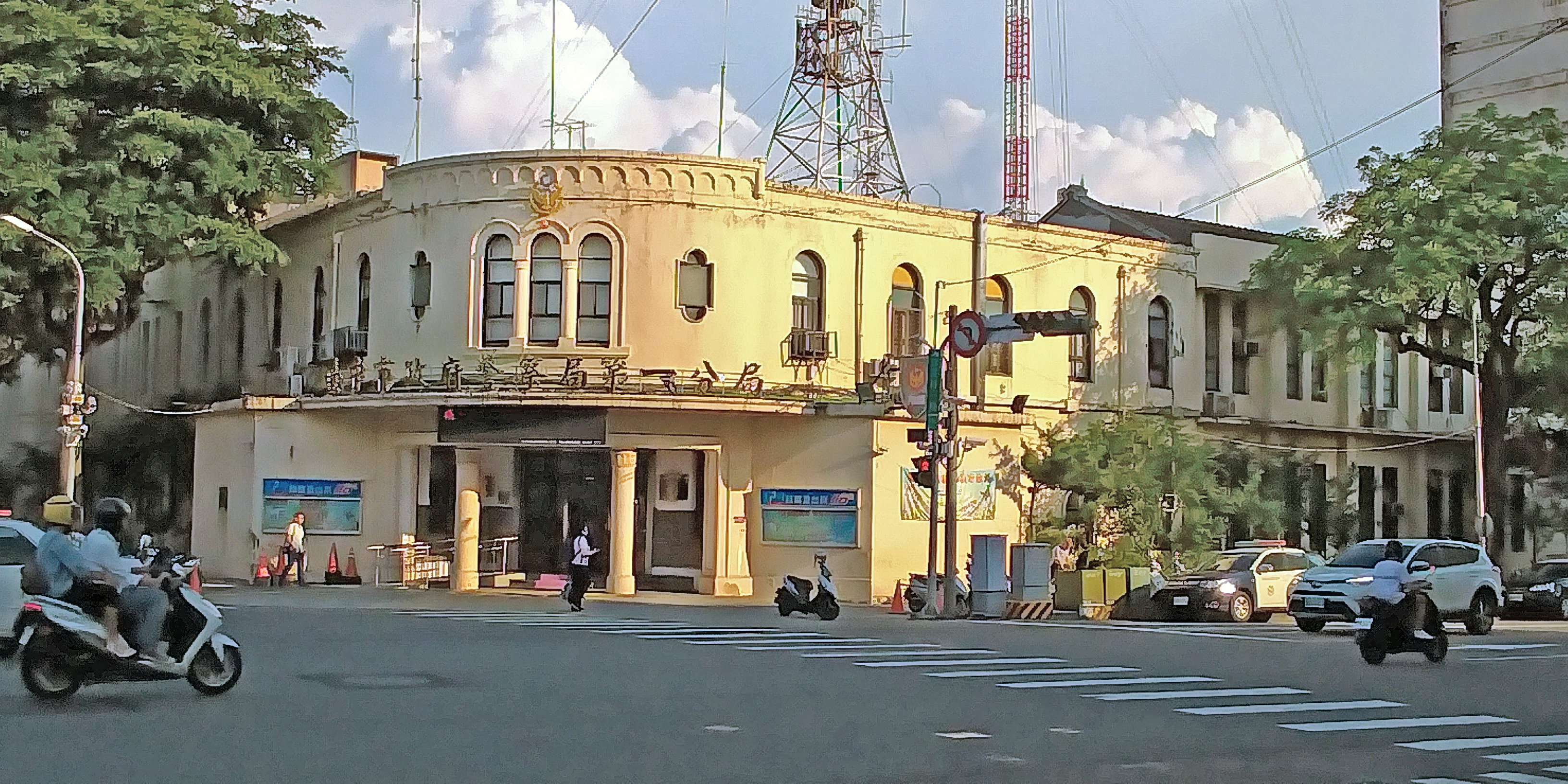
臺灣警察共濟組合
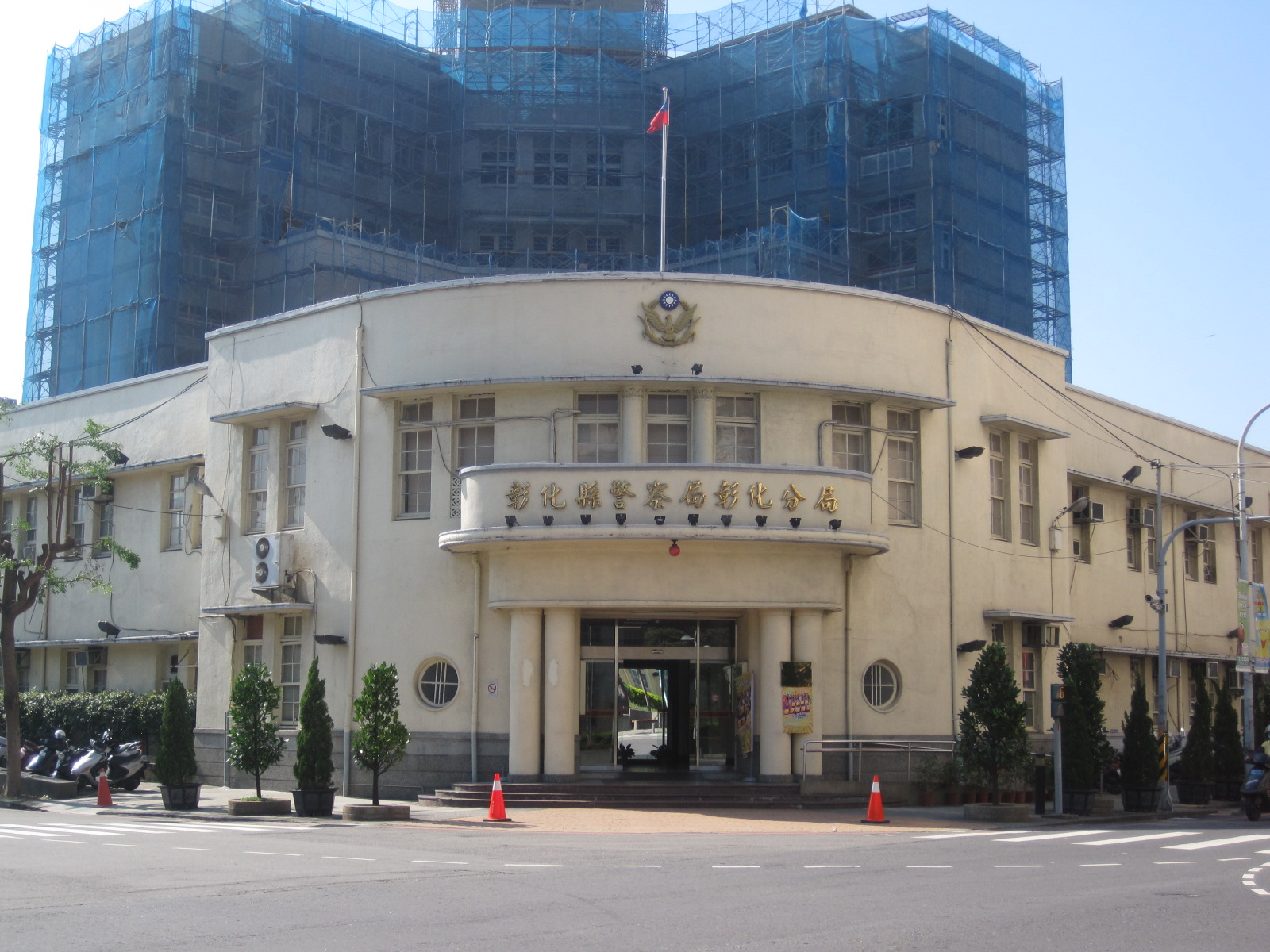
彰化警察署
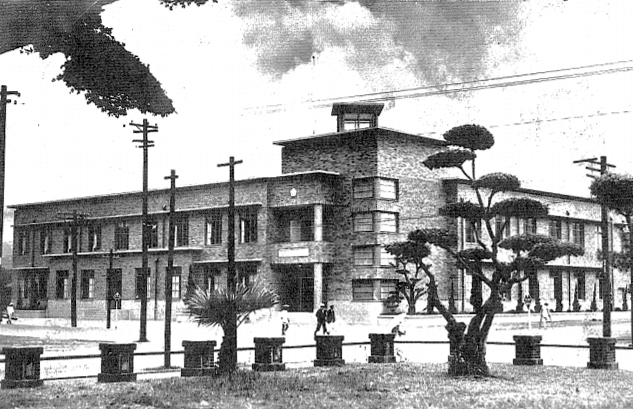
嘉義警察署
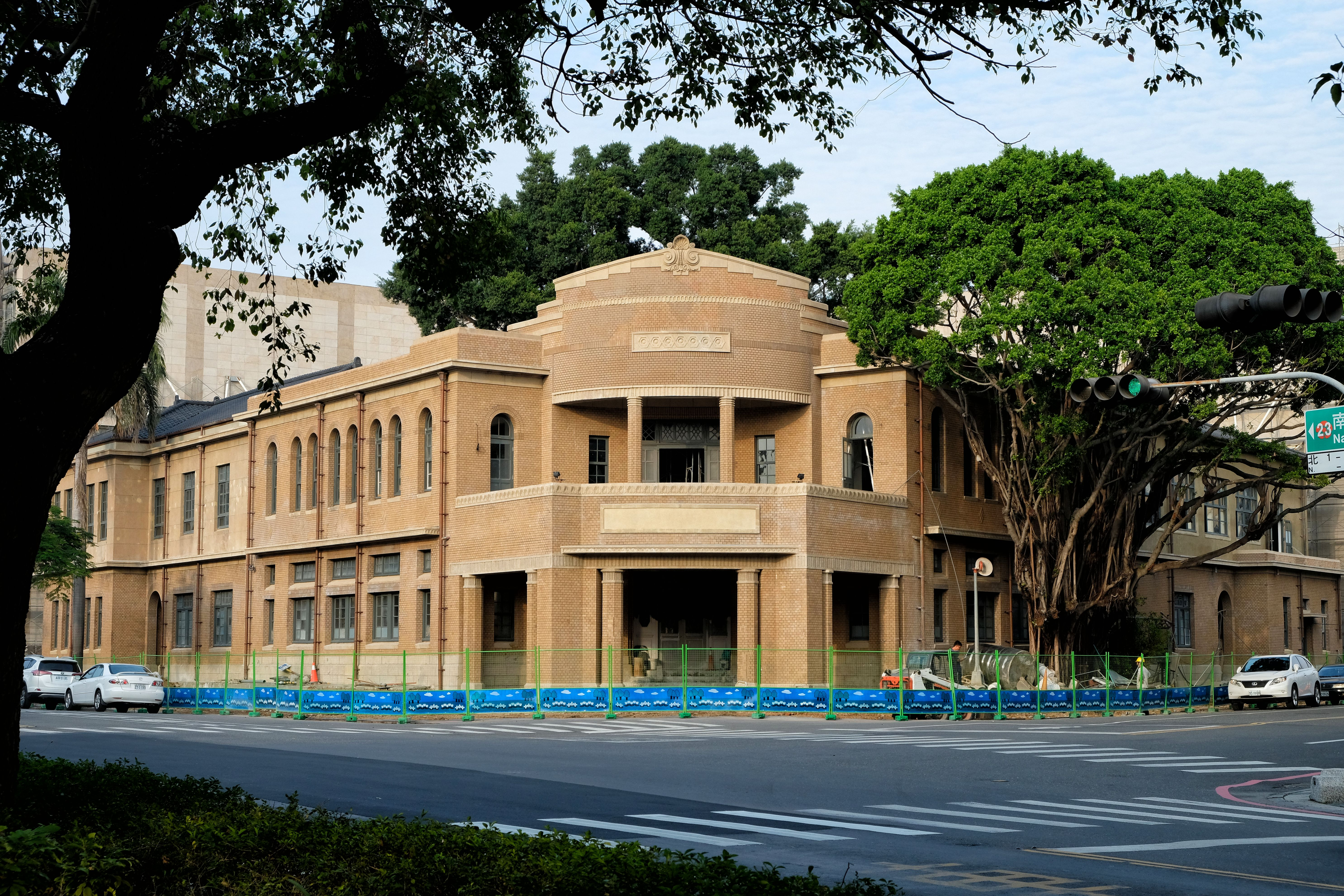
臺南警察署
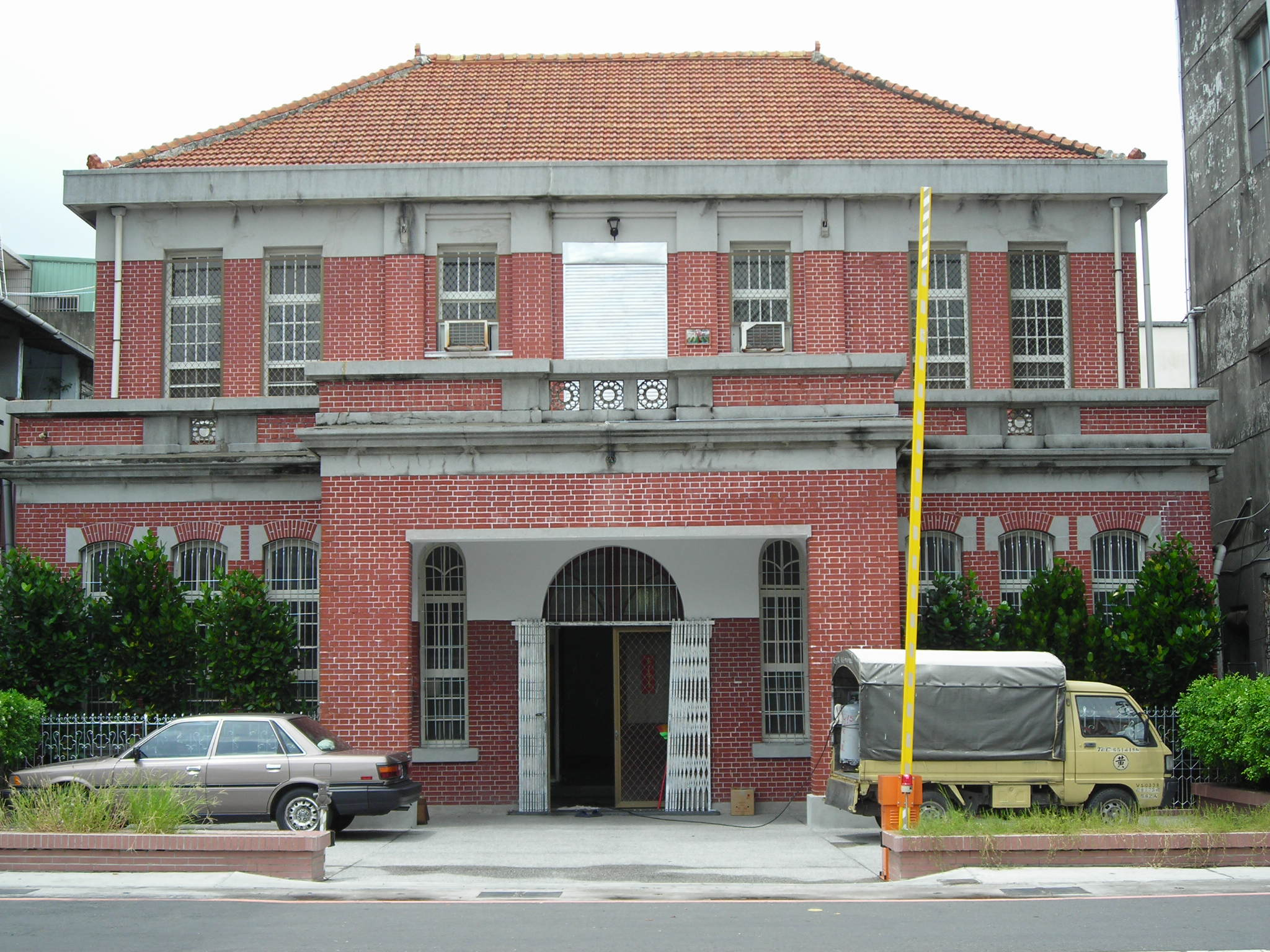
高雄警察署

- 臺灣救濟團
- 臺灣日治時期刑務所

## 各地派出所
昭和十九年（1944年）時，臺灣各市、郡的警察機關所轄之派出所、駐在所分別有1,029、369個，其分布如下：
| 州、廳   | 管轄區域     | 派出所/駐在所上層機關              | 數量(個) | 數量(個) |
| 州、廳   | 管轄區域     | 派出所/駐在所上層機關              | 派出所   | 駐在所   |
| -------- | ------------ | ---------------------------------- | -------- | -------- |
| 臺北州   | 臺北市       | 臺北南警察署                       | 20       | 0        |
| 臺北州   | 臺北市       | 臺北北警察署                       | 17       | 0        |
| 臺北州   | 基隆市       | 基隆警察署                         | 13       | 0        |
| 臺北州   | 基隆市       | 基隆水上警察署                     | 0        | 0        |
| 臺北州   | 宜蘭市       | 宜蘭警察署                         | 6        | 0        |
| 臺北州   | 七星郡       | 七星郡警察課（含士林、汐止分室）   | 20       | 0        |
| 臺北州   | 淡水郡       | 淡水郡警察課（含金山分室）         | 15       | 0        |
| 臺北州   | 基隆郡       | 基隆郡警察課（含瑞芳、雙溪分室）   | 28       | 0        |
| 臺北州   | 宜蘭郡       | 宜蘭郡警察課（含頭圍分室）         | 19       | 0        |
| 臺北州   | 羅東郡、蕃地 | 羅東郡警察課（含三星、バヌン分室） | 13       | 21       |
| 臺北州   | 蘇澳郡、蕃地 | 蘇澳郡警察課（含南澳分室）         | 5        | 12       |
| 臺北州   | 文山郡、蕃地 | 文山郡警察課（含深坑、坪林分室）   | 21       | 9        |
| 臺北州   | 海山郡       | 海山郡警察課（含三峽分室）         | 24       | 0        |
| 臺北州   | 新莊郡       | 新莊郡警察課                       | 11       | 0        |
| 新竹州   | 新竹市       | 新竹警察署                         | 10       | 0        |
| 新竹州   | 新竹郡       | 新竹郡警察課（含關西分室）         | 20       | 0        |
| 新竹州   | 中壢郡       | 中壢郡警察課                       | 16       | 0        |
| 新竹州   | 桃園郡       | 桃園郡警察課                       | 17       | 0        |
| 新竹州   | 大溪郡       | 大溪郡警察課                       | 11       | 36       |
| 新竹州   | 竹東郡、蕃地 | 竹東郡警察課                       | 14       | 35       |
| 新竹州   | 竹南郡       | 竹南郡警察課（含南庄分室）         | 24       | 0        |
| 新竹州   | 苗栗郡       | 苗栗郡警察課（含通霄分室）         | 21       | 0        |
| 新竹州   | 大湖郡、蕃地 | 大湖郡警察課（含卓蘭分室）         | 8        | 14       |
| 臺中州   | 臺中市       | 臺中警察署                         | 8        | 0        |
| 臺中州   | 彰化市       | 彰化警察署                         | 8        | 0        |
| 臺中州   | 大屯郡       | 大屯郡警察課                       | 14       | 0        |
| 臺中州   | 豐原郡       | 豐原郡警察課                       | 11       | 0        |
| 臺中州   | 東勢郡、蕃地 | 東勢郡警察課                       | 8        | 20       |
| 臺中州   | 大甲郡       | 大甲郡警察課（含大甲分室）         | 21       | 0        |
| 臺中州   | 彰化郡       | 彰化郡警察課（含鹿港分室）         | 22       | 0        |
| 臺中州   | 員林郡       | 員林郡警察課                       | 18       | 0        |
| 臺中州   | 北斗郡       | 北斗郡警察課（含二林分室）         | 18       | 0        |
| 臺中州   | 南投郡       | 南投郡警察課（含草屯分室）         | 15       | 0        |
| 臺中州   | 新高郡、蕃地 | 新高郡警察課（含魚池分室）         | 9        | 15       |
| 臺中州   | 能高郡、蕃地 | 能高郡警察課                       | 8        | 25       |
| 臺中州   | 竹山郡       | 竹山郡警察課                       | 11       | 0        |
| 臺南州   | 臺南市       | 臺南警察署                         | 13       | 0        |
| 臺南州   | 嘉義市       | 嘉義警察署                         | 9        | 0        |
| 臺南州   | 新豐郡       | 新豐郡警察課（含關廟分室）         | 22       | 0        |
| 臺南州   | 新化郡       | 新化郡警察課（含善化、玉井分室）   | 25       | 0        |
| 臺南州   | 曾文郡       | 曾文郡警察課（含六甲分室）         | 17       | 0        |
| 臺南州   | 北門郡       | 北門郡警察課                       | 21       | 0        |
| 臺南州   | 新營郡       | 新營郡警察課（含白河分室）         | 25       | 0        |
| 臺南州   | 嘉義郡、蕃地 | 嘉義郡警察課（民雄、竹崎分室）     | 41       | 10       |
| 臺南州   | 斗六郡       | 斗六郡警察課                       | 21       | 0        |
| 臺南州   | 虎尾郡       | 虎尾郡警察課（含西螺分室）         | 21       | 0        |
| 臺南州   | 北港郡       | 北港郡警察課                       | 17       | 0        |
| 臺南州   | 東石郡       | 東石郡警察課（含布袋分室）         | 25       | 0        |
| 高雄州   | 高雄市       | 高雄東警察署                       | 5        | 0        |
| 高雄州   | 高雄市       | 高雄西警察署                       | 11       | 0        |
| 高雄州   | 高雄市       | 高雄水上警察署                     | 1        | 0        |
| 高雄州   | 屏東市       | 屏東警察署                         | 9        | 0        |
| 高雄州   | 岡山郡       | 岡山郡警察課                       | 22       | 0        |
| 高雄州   | 鳳山郡       | 鳳山郡警察課                       | 19       | 0        |
| 高雄州   | 旗山郡、蕃地 | 旗山郡警察課（含六龜分室）         | 24       | 29       |
| 高雄州   | 屏東郡、蕃地 | 屏東郡警察課                       | 12       | 16       |
| 高雄州   | 潮州郡、蕃地 | 潮州郡警察課（含枋寮分室）         | 21       | 28       |
| 高雄州   | 東港郡       | 東港郡警察課                       | 12       | 0        |
| 高雄州   | 恆春郡       | 恒春郡警察課                       | 15       | 5        |
| 花蓮港廳 | 花蓮港市     | 花蓮港警察署                       | 8        | 0        |
| 花蓮港廳 | 花蓮郡、蕃地 | 花蓮郡警察課                       | 13       | 34       |
| 花蓮港廳 | 鳳林郡、蕃地 | 鳳林郡警察課                       | 17       | 5        |
| 花蓮港廳 | 玉里郡、蕃地 | 玉里郡警察課                       | 9        | 16       |
| 臺東廳   | 臺東郡、蕃地 | 臺東郡警察課（含大武分室）         | 17       | 19       |
| 臺東廳   | 關山郡、蕃地 | 關山郡警察課                       | 8        | 20       |
| 臺東廳   | 新港郡       | 新港郡警察課                       | 9        | 0        |
| 澎湖廳   | 馬公支廳     | 馬公支廳警務課                     | 11       | 0        |
| 澎湖廳   | 望安支廳     | 望安支廳警務課                     | 5        | 0        |

- 臺北北警察署
- 臺北南警察署
- 新竹警察署
- 臺中警察署
- 彰化警察署
- 嘉義警察署
- 臺南警察署
- 高雄警察署

### 警務局長
| 任次 | 肖像 | 姓名 (生–卒)             | 在任時間       | 在任時間       | 備註                                     |
| ---- | ---- | ------------------------ | -------------- | -------------- | ---------------------------------------- |
| 1    |      | 富島元治 (1874–1945)     | 1919年8月20日  | 1920年9月1日   | 任內發生薩拉矛事件。                     |
| 2    |      | 川崎卓吉 (1871–1936)     | 1920年9月1日   | 1921年9月17日  | 兼任内務局長至1920年11月25日。           |
| 3    |      | 相賀照鄉 (1873–1950)     | 1921年9月17日  | 1922年11月27日 |                                          |
| 4    |      | 竹內友治郎 (1872–1936)   | 1922年11月27日 | 1923年12月8日  | 1922年12月28日於臺灣實施〈治安警察法〉。 |
| 代理 |      | 吉田平吾 (1876–1942)     | 1923年12月8日  | 1924年2月19日  | 以遞信局長代理。                         |
| 5    |      | 尾崎勇次郎 (1873–？)     | 1924年2月19日  | 1924年10月2日  |                                          |
| 6    |      | 坂本森一 (1883–1947)     | 1924年10月2日  | 1926年10月12日 |                                          |
| 7    |      | 本山文平 (1882–1980)     | 1926年10月12日 | 1928年7月21日  | 任內發生臺中不敬事件。                   |
| 8    |      | 大久保留次郎 (1887–1966) | 1928年7月21日  | 1929年8月10日  |                                          |
| 9    |      | 石井保 (1887–1976)       | 1929年8月10日  | 1931年1月20日  | 任內發生霧社事件。                       |
| 10   |      | 井上英 (1886–1975)       | 1931年1月20日  | 1932年1月29日  | 任內發生大關山事件。                     |
| 11   |      | 友部泉藏 (1887–1941)     | 1932年1月29日  | 1933年8月4日   |                                          |
| 12   |      | 石垣倉治 (1880–1942)     | 1933年8月4日   | 1936年9月24日  |                                          |
| 13   |      | 二見直三 (1888–1953)     | 1936年9月24日  | 1940年12月3日  | 任內發生瑞芳事件。                       |
| 14   |      | 荒木義夫 (1894–1984)     | 1940年12月3日  | 1942年7月7日   |                                          |
| 15   |      | 山内逸造 (1894–1979)     | 1942年7月7日   | 1945年1月12日  |                                          |
| 16   |      | 沼越正巳 (？–？)         | 1945年1月12日  | 1945年10月25日 |                                          |

#### 附註
1. ↑  原民政部警務局長。
2. ↑  改任高雄州知事。
3. ↑  改任殖產局長。
4. ↑  原臺北州知事。
5. ↑  改任内務局長。
6. ↑  原朝鮮總督府遞信局（日语：朝鮮総督府逓信局）長。
7. ↑  改任農商務省次官。
8. ↑  原愛知縣内務部長。
9. ↑  原臺中州知事。
10. ↑  原警視廳總監官房主事。
11. ↑  原佐賀縣知事。
12. ↑  改任關東廳（日语：関東庁）警務局長。
13. ↑  原長野縣知事。
14. ↑  原滋賀縣知事。
15. ↑  原德島縣知事。
16. ↑  改任福島縣知事。
17. ↑  原奈良縣知事。
18. ↑  改任東京都交通局長。

### 理蕃課長
| 任次 | 肖像 | 姓名 (生–卒)           | 在任時間       | 在任時間       | 備註                                                |
| ---- | ---- | ---------------------- | -------------- | -------------- | --------------------------------------------------- |
| 1    |      | 江口良三郎 (1869–1926) | 1919年8月20日  | 1920年9月1日   |                                                     |
| 2    |      | 豐田勝藏 (1882–1939)   | 1920年9月1日   | 1921年10月8日  | 1.任內發生第二次大分事件。 2.以警務局警務課長兼任。 |
| 3    |      | 宇野英種 (？–1923)     | 1921年10月8日  | 1923年6月18日  |                                                     |
| 4    |      | 田端幸三郎 (1886–1963) | 1923年6月18日  | 1924年2月16日  | 以警務局衛生課長兼任。                              |
| 5    |      | 中田秀造 (？–1930)     | 1924年2月16日  | 1926年12月23日 |                                                     |
| 6    |      | 木原圓次 (1891–？)     | 1926年12月23日 | 1928年3月2日   |                                                     |
| 7    |      | 豬俁一郎 (？–？)       | 1928年3月2日   | 1929年12月14日 |                                                     |
| 8    |      | 森田俊介 (1899–1980)   | 1929年12月14日 | 1931年5月16日  | 任內發生霧社事件。                                  |
| 9    |      | 石川定俊 (1895–？)     | 1931年5月16日  | 1933年10月3日  | 任內發生大關山事件。                                |
| 10   |      | 鈴木秀夫 (1898–1986)   | 1933年10月3日  | 1937年9月29日  | 任內發生逢阪事件。                                  |
| 11   |      | 宮尾五郎 (1900–1999)   | 1937年9月29日  | 1939年12月27日 |                                                     |
| 12   |      | 慶谷隆夫 (1901–1972)   | 1939年12月27日 | 1940年3月6日   |                                                     |
| 13   |      | 堀克夫 (1902–？)       | 1940年3月6日   | 1940年9月20日  |                                                     |
| 14   |      | 慶谷隆夫 (1901–1972)   | 1940年9月20日  | 1940年10月28日 |                                                     |
| 15   |      | 小澤太郎 (1906–1969)   | 1940年10月28日 | 1940年11月27日 |                                                     |
| 16   |      | 土光加壽男 (1902–？)   | 1940年11月27日 | 1942年2月24日  | 任內發生內本鹿事件。                                |
| 17   |      | 宮尾五郎 (1900–1999)   | 1942年2月24日  | 1943年3月31日  |                                                     |
| 18   |      | 田中國一 (？–？)       | 1943年3月31日  | 1943年11月30日 |                                                     |

#### 附註
1. ↑  原民政部警務局理蕃課長。
2. ↑  改任花蓮港廳長。
3. ↑  改任花蓮港廳長。
4. ↑  改任警務局衛生課長。

## 紀念日及紀念碑
臺灣警察協會於1918年訂定4月1日為台灣的「警察紀念日」。自1895年至1937年，在台灣殉職的警察共計3,561人，其中因匪徒侵襲殉職者有239人(6.7%)，在蕃地殉職者有1,087人(30.5%)，在其他公務上殉職者有227人(6.4%)，在職病死者則有2,008人(56.4%)，殉職者皆祭祀在位於東京市的靖國神社及位於台北市的建功神社。
台灣多處地方有紀念殉職警察的紀念碑，其中最重要的應為位在明治橋後方、臺灣神社境內臺灣警察官招魂碑」（戰後改為太原五百完人紀念堂），每年4月1日在此舉行警察招魂祭。此碑的建設計畫在1903年由警察本署提出，但因日俄戰爭而延緩，直到1908年8月才落成。碑的正面有兒玉源太郎題之「臺灣總督府警察官招魂之碑」，碑後有後藤新平之撰文，碑由小野木孝治、野村一郎、近藤十郎、後藤麟三郎設計；碑座的四面街有青銅浮雕，為大熊氏廣所設計，其分別是土匪討伐會議之圖、水難救護之圖、惡疫防止之圖、土匪討伐之圖。
在台灣其他地方的警察紀念碑則有在三星庄、三峽街、羅東郡蕃地、宜蘭公園、蘇澳街、蘇澳郡蕃地、大湖庄、臺中公園、中寮庄、北埔庄、能高郡蕃地霧社、埔里街、二林街、大雅庄、埤頭庄路口厝、東勢街、東勢郡蕃地明治、東勢郡蕃地雲山坑、東勢郡蕃地白冷、大甲街、鹿港街、竹山街頂林、南投街、嘉義公園、土庫街、東石庄、六甲庄、崙背庄、二崙庄油車、玉井庄、屏東公園、岡山街、屏東郡蕃地霧台駐在所、玉里郡蕃地喀西帕南紀念碑、關山郡逢坂等地。